# Bitva u Rainu
Bitva u Rainu (někdy také nazývaná bitva na řece Lechu nebo bitva na Lechu) proběhla 15. dubna 1632 jako součást třicetileté války. V bitvě bylo zapojeno 40 000 švédských vojáků pod vedením Gustava II. Adolfa a 25 000 vojáků Katolické ligy pod vedením polního maršála, hraběte Tillyho. Jednalo se o druhé střetnutí těchto dvou legendárních generálů (viz první bitva u Breitenfeldu, kde Tilly utrpěl první porážku během svojí dlouhé a slavné kariéry) a stejně jako u Breitenfeldu Tilly prohrál poté, co Gustav překročil řeku Lech za podpory svého velmi kvalitního dělostřelectva. Tilly byl několikanásobně poraněn a jeho vojáci jej raněného odnesli z bitevního pole. Tentokrát se však ze svých zranění nezotavil a o 15 dní později, 30. dubna 1632 zemřel.

## Bitva
Gustav postavil v noci pontonový most z lodí přes řeku Lech a ráno po něm za palebné podpory poslal přes řeku tři stovky finských Hakapelité. Ti započali se zemními pracemi pro dělostřelectvo, které později chránilo zbytek švédské armády při překonávání řeky. Okamžitě poté, co Gustavova armáda dosáhla druhého břehu Lechu úspěšně zaútočila na pahorek nad řekou. Hned na začátku bitvy byl maršál Tilly postřelen do nohy a byl odnesen do týla. Druhý muž ve velení, Jan z Aldringenu upadl do bezvědomí pouhé minuty po Tillym poté, co utrpěl frakturu lebky. Maxmilián I. Bavorský zavelel okamžitý ústup aby zachránil katolickou armádu bez velitelů, přičemž zanechal v poli většinu zavazadel a dělostřelectva. Armáda samotná se zachránila pouze proto, že následující noci přišla bouře a silný vítr, který zablokoval cesty a znemožnil pronásledování.

## Důsledky
Bezprostředním následkem bitvy bylo, že se Bavorsko otevřelo pro švédskou okupaci, což umožnilo Gustavu Adolfovi dočasně ohrožovat rakouské vnitrozemí.